# Ендопротеза
Ендопротеза је вештачки зглоб или имплантан  који се може користити за замену другог зглоба у људском телу чија је функција нарушена.. Вештачки имплантат служи као замена зглоба, који треба да остане у телу што је дуже могуће. За употребу протезе могу бити различити разлози.
Да се  хируршки третман ендопротезом примењује све више због огромних функционалне предности за пацијенте, смањење болова, али и здравствене уштеде, показују подаци да у свету број уграђених ендопротеза на годишњем нивоу стално расте. Па су тако у Сједињеним Америчким Државама у 2004. години, извршене замене зглоба кука код 234.000 болесника, а замене зглоба колена код 478.000. Док су према Дестатису, Савезном заводу за статистику Немачке, замене зглобова ендопротезом биле најчешће операције у Немачкој у 2017. години, са преко 238.000 уграђених ендопротеза кука и скоро 192.000 угражених имплантата за замену зглоба колена.

## Опште информације
Током живота неке особе зглобови се могу изненада или постепено погоршати и изгубити своју природну снагу, било да је то последица незгода, болести или једноставног хабања. У неким од ових случајева могу помоћи имплантати вештачки зглобови или ендопротезе. Као замена зглоба, они су дизајнирани тако да остану у телу онолико дуго колико је потребно и као такви побољшавају квалитет живота и мобилност пацијента.
Вештачки зглобови (ендопротезе) замењују природне зглобове који више нису у стању да правилно обављају своју природну функцију без изазивања болова. Ендопротезе најчешће замењују зглобове колена, кука и скочног зглоба, али и зглобове рамена и кичмене зглобове. 
Према истраживачким студијама, ова врста операције је постала рутинска процедура на глобалном нивоу, уз тренд раста како људи постају старији и активнији. 
Заменски имплантати укључују многе ризике. Тешко је предвидети како ће тело пацијента толерисати имплантат. Штавише, имплантати нису увек неопходни, а лекови против болова нису увек довољни. Непотребно је рећи да свако жели да поново трчи маратон након замене колена, да нема више болова након операције кука и да буде потпуно покретљив и да се врати нормалним свакодневним активностима без болова. Вештачки зглобови побољшавају квалитет живота и младих и старих. Уз помоћ истраживања, студија и дигитализације , медицинска технологија је вођена темпом напретка, обезбеђујући да ће ризици вероватно бити сведени на минимум у будућности и резултовати великом дуговечности ендопротеза.

## Врсте ендопротеза
Пацијенти имају могућност уградње неколико врста ендопротеза:
- Делимична ендопротеза замењује само одређени део захваћеног зглоба.
- Тотална ендопротеза обнавља цео зглоб.

- Ендопротеза са фиксним лежајем имају једну покретну компоненту и препоручују се пацијентима са слабим лигаментима и тетивама. Ако особа има вишак килограма, ова протеза ће се брже истрошити.

- Мобиле ендопротеза која има  две покретне компоненте. Њен дизајн је што је могуће ближи природном споју. Пошто ова врста ендопротезе омогућава већу слободу кретања, погодна је за особе са високом покретљивошћу.

### Врсте ендопротеза према начину фиксације
Ендопротезе  се према методи фиксације деле на:
Бесцементне — које се фксирају урастањем околне кости на површину или у порозну структуру ендопротезе.
Цементне — код којих се користи коштани цемент за фиксацију ендопротезе за кост.
Која ће врста ендопротезе бити уграђена у великој мери зависи од:
- индивидуалних карактеристикапацијента и његовог/њеног претходног здравственог стања,
- старости,
- телесне тежине,
- физичке активности,
- густине или квалитета костију,
- алергије на метале.

## Индикације
Најважније индикације за примену ендопротеза су:
- Остеоартроза (остеоартритис).[5]
- Реуматоидни артритис.[6][7]
- Остеоартритис или запаљењско-дегенеративна обољења зглоба.[6][7]
- Аваскуларна некроза или остеонекроза зглоба
- Дисплазија или ацетабуларна дисплазија
- Урођене дислокације (нпр урођено ишчашење кука)
- Деформитети зглобова изазвани траумом
- Злоћудни процеси са сеформитетима у зглобовима
- Укрућено раме
- Нестабилно раме
- Укоченост (анакилоза) зглоба.

## Могући ризици и недостаци
Здравствени ризици могу настати како током хируршке интервенције (непланиране повреде нерава и мишића) тако и након имплантације ( примери укључују оток, инфекције и крвне угрушке). Иако је то ретка појава, понекад пацијенти заврше са неслагањем у дужини ногу, што се мора надокнадити ношењем ортозета по мери. Страх од операције, лабављења протезе, забринутост због квара протетике у телу или дијагностичка несигурност због неполаска лекара све су то разлози због којих се операције често одлажу и морају се обавити у последњем тренутку када средства за ублажавање болова више не могу да обезбеде олакшање. 
Недостатак ендопротеза се односи на облоге имплантата које су направљене да заштите особе које пате од алергија и да се они потенцијално трљају, узрокујући да метали као што су хром или кобалт дођу у контакт са ткивом и изазову алергије. Једно решење су паметни премази за имплантате, карбонски премаз налик дијаманту (ДЛЦ) за ендопротезе које су развили физичари са Универзитета у Аугсбургу . У овом случају, честице цинк оксида су уграђене у ДЛЦ слој. Пошто је пХ вредност инфициране ране кисела, премаз ослобађа јоне цинка, који су токсични за микроорганизме и подстичу процес зарастања ране. 
Постоји и низак ризик од оштећења ткива у овом окружењу. Ипак, поред свих ризика, ендопротезе нуде многе предности које су очигледне на послу, код куће и у игри.